# Alena Hrycenka
Alena Hrycenka, biał. Алена Мікалаеўна Грыцэнка, ros. Елена Николаевна Гриценко (ur. 21 kwietnia 1953 w Mińsku) – białoruska urzędnik państwowa i dyplomatka, od 2008 ambasador w Królestwie Niderlandów.

## Życiorys
W 1975 ukończyła studia w Państwowym Instytucie Pedagogicznym Języków Obcych w Mińsku, gdzie następnie pracowała jako asystent i wykładowca (do 1987). W latach 1988–1993 zatrudniona w Ministerstwie Oświaty Białoruskiej SRR i Republiki Białorusi. W 1993 podjęła pracę w Ministerstwie Spraw Zagranicznych, gdzie zajmowała się m.in. problematyką pomocy humanitarnej oraz praw człowieka. Od 1998 do 2003 sprawowała funkcję radcy oraz chargé d’affaires w Ambasadzie Republiki Białorusi w Arabskiej Republice Egiptu. W latach 2003–2004 pracowała jako wicedyrektor Departamentu Personalnego MSZ, następnie była dyrektorem Departamentu Analiz Polityki Zagranicznej. 14 sierpnia 2008 mianowana na funkcję ambasadora nadzwyczajnego i pełnomocnego Białorusi w Królestwie Niderlandów i jednocześnie stałego przedstawiciela Białorusi przy Organizacji ds. Zakazu Broni Chemicznej.